# Rijksweg 50
Rijksweg 50 is de Nederlandse autoweg en autosnelweg tussen Eindhoven en Emmeloord. Het eerste wegvak van Rijksweg 50 dat geopend werd, was het traject tussen de huidige knooppunten Waterberg en Grijsoord, dat toen nog geen dubbele nummering had en onder de A12 viel. Dit wegvak werd geopend op 29 mei 1957. Met de opening van het traject Nistelrode - Paalgraven op 8 juli 2006 werd Rijksweg 50 voltooid zoals hij er anno 2020 bijligt.

## Geschiedenis en route
Tot juni 1994 liep Rijksweg 50 van knooppunt Hintham (A2) naar knooppunt Joure (A7). Het was daarmee een van de langste rijkswegen van Nederland. Het gedeelte knooppunt Emmeloord - knooppunt Joure maakt nu deel uit van A6. Op dit traject zijn nog hoge hectometerwaardes te vinden uit de tijd van de A50. Het gedeelte knooppunt Hintham - knooppunt Paalgraven is nu onderdeel van de A59. Bij de ombouw van de Randweg Eindhoven is het gedeelte van de A58 tussen knooppunt Ekkersweijer en Ekkersrijt omgenummerd naar A50. Hiermee sluit de A50 weer rechtstreeks aan op de A2.

### Eindhoven - Oss
Vroeger werden Oss en Eindhoven verbonden door de N265 die dwars door de bebouwde kommen van Veghel, Mariaheide en Son liep. De A50 is in het begin van de 21e eeuw vanaf Oss doorgetrokken tot Eindhoven. De overlast door verkeersdrukte in Veghel, Mariaheide en Son is verminderd doordat het nieuwe stuk snelweg om de kernen heen loopt.
In 2001 is begonnen met de uitvoering van de werkzaamheden voor de aanleg van het deel van de A50 tussen Eindhoven en Uden. Dit deel van de A50 is in 2003 en 2004 opengesteld voor het verkeer. Het gedeelte van de weg tussen Uden en Oss is in oktober 2005 als autosnelweg opengesteld. Op zaterdag 8 juli 2006 was ook het vernieuwen van het knooppunt Paalgraven afgerond, dat de aansluiting vormt op de al bestaande A50 richting Arnhem en A59 naar 's-Hertogenbosch. Het knooppunt Paalgraven is uitgevoerd als een zogenaamd onvolledig knooppunt. Dit wil zeggen dat het verkeer vanuit de richting Eindhoven naar 's-Hertogenbosch en omgekeerd de autosnelweg kort verlaat om in de gewenste richting de reis voort te kunnen zetten.
De aansluiting van de A50 op het autosnelwegennet rondom Eindhoven werd oorspronkelijk gevormd door knooppunt Ekkersrijt, waarbij de weg aansloot op de A58 en de John F. Kennedylaan richting het centrum van Eindhoven. Dit knooppunt bestond uit gelijkvloerse kruisingen en werd met verkeerslichten geregeld. Gelijktijdig met de ombouw van de randweg Eindhoven (A58, A2 en A67) van 2x2 rijstroken naar 4x2 rijstroken is het knooppunt omgebouwd tot een afrit met ongelijkvloerse kruisingen. Daarbij is de A58 van knooppunt Ekkersrijt tot het nabijgelegen knooppunt Ekkersweijer omgedoopt tot A50. Daar sluit de A50 nu aan op de A2. Met afronding van deze werkzaamheden is de zuidelijke A50 een autosnelweg geworden die volwaardig op het landelijke snelwegennet is aangesloten.
Het wegvak tussen Eindhoven en Oss is ongeveer 35 km lang en geheel uitgevoerd in doorgaand gewapend beton. Het toepassen van doorgaand gewapend beton is op deze weg voor het eerst op grote schaal toegepast in Nederland. In principe is doorgaand gewapend beton een onderhoudsvrije wegverharding. Ter reductie van het geluid voor de omgeving van de autosnelweg is een toplaag van dubbel zoab aangebracht.
Langs het wegvak Eindhoven–Oss staan grote, opvallende kunstwerken, waaronder Shadows of Son Heath.
In juni 2020 is het viaduct Driehuizen bij afrit 12 (Veghel-Noord) vernoemd naar de op 31 augustus 2006 tijdens de Task Force Uruzgan omgekomen kapitein-vlieger bij de Koninklijke Luchtmacht Michael Donkervoort.

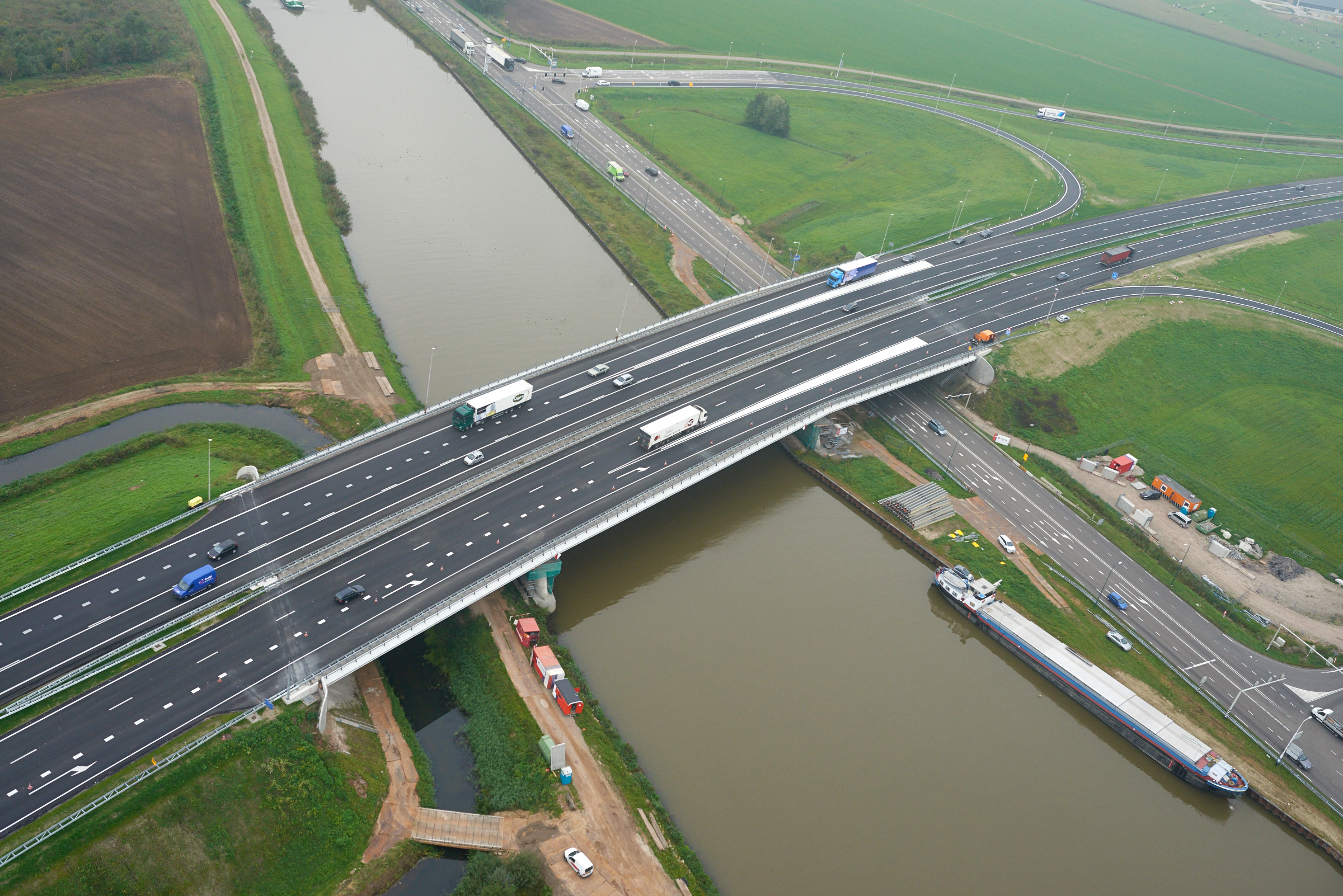
Julian J. Ewellbrug bij Veghel
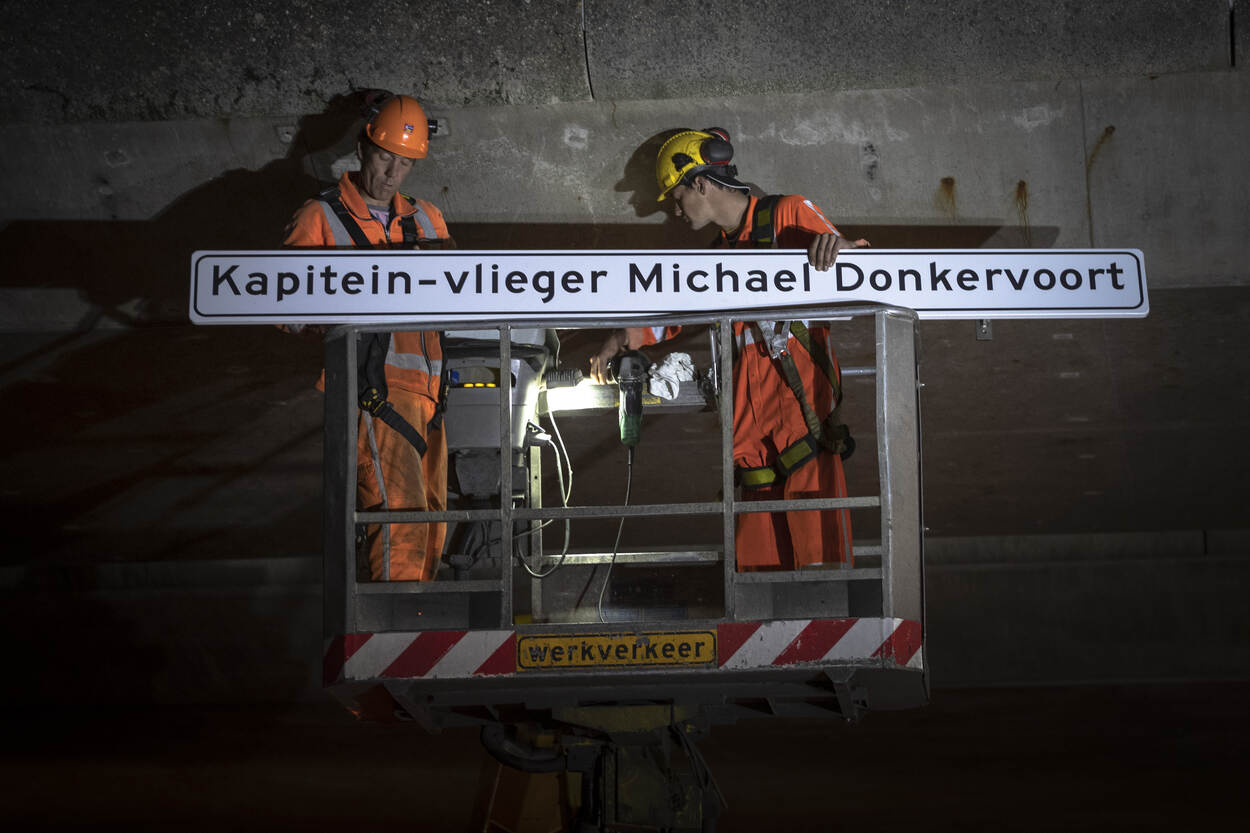
Viaduct genoemd naar Kapitein-vlieger Michael Donkervoort
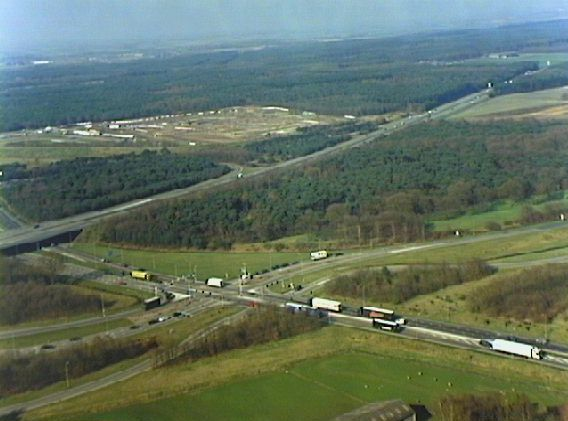
Knooppunt Paalgraven in 2002

### Oss - Hattemerbroek
Het wegvak Oss - Hattemerbroek begint op knooppunt Paalgraven (bij Oss) en eindigt op knooppunt Hattemerbroek (bij Zwolle). Bij Ravenstein steekt de A50 de Maas over. Na de oversteek ligt knooppunt Bankhoef en gaat de A50 verder naar knooppunt Ewijk.
Op knooppunt Ewijk begint een gedeelte van de A50 dat lang bekendstond als flessenhals. Het gedeelte tussen knooppunt Ewijk (bij Nijmegen) en knooppunt Grijsoord (bij Arnhem) is 'slechts' 22 kilometer, kruist drie snelwegen (A12, A15, en A73) en twee rivieren (Nederrijn en Waal).
Op het eerste weggedeelte van deze flessenhals, tussen knooppunt Ewijk en knooppunt Valburg, heeft Rijkswaterstaat van 2011 tot 2013 een nieuwe brug over de Waal gebouwd, pal naast de bestaande Waalbrug bij Ewijk. Deze bouwwerken heten samen de Tacitusbrug. Vanaf mei 2013 kon het verkeer gebruikmaken van de nieuwe brug totdat de bestaande brug was gerenoveerd. Sinds 2017 kan het verkeer in noordelijke richting over de bestaande brug rijden, met tweemaal twee rijstroken en een vluchtstrook, en in zuidelijke richting over de nieuwe brug, met vier rijstroken en een vluchtstrook.
Het weggedeelte tussen knooppunt Valburg en knooppunt Grijsoord, is in 2010-2011 beide richtingen verbreed met een derde rijstrook. Op dit weggedeelte is bij de voormalige verzorgingsplaats Kabeljauw het ecoduct Wolfhezerheide gebouwd.
Tussen knooppunt Grijsoord en knooppunt Waterberg deelt de A50 het tracé met de A12. Dit weggedeelte heeft hierom in beide richtingen een extra (derde) rijstrook. Tussen knooppunt Waterberg en knooppunt Beekbergen doorkruist de weg de Veluwe. Hier liggen de wildwissels Terlet en Woeste Hoeve over de weg. Deze ecoducten zijn bij de aanleg van de snelweg gebouwd en daarmee de oudste van Nederland. Dit weggedeelte heeft in beide richtingen een spitsstrook. Ten zuidoosten van Apeldoorn (bij de wijk De Maten) kruist de A50 de A1 met een klaverbladknooppunt: knooppunt Beekbergen.

Bij Heerde is tussen 2010 en 2011 een nieuw ecoduct gebouwd. Hier zijn in juni 2012 de eerste herten de A50 overgestoken. In het zuidelijker gedeelte liggen nog ecoduct Herperduin en ecoduct Slabroek.

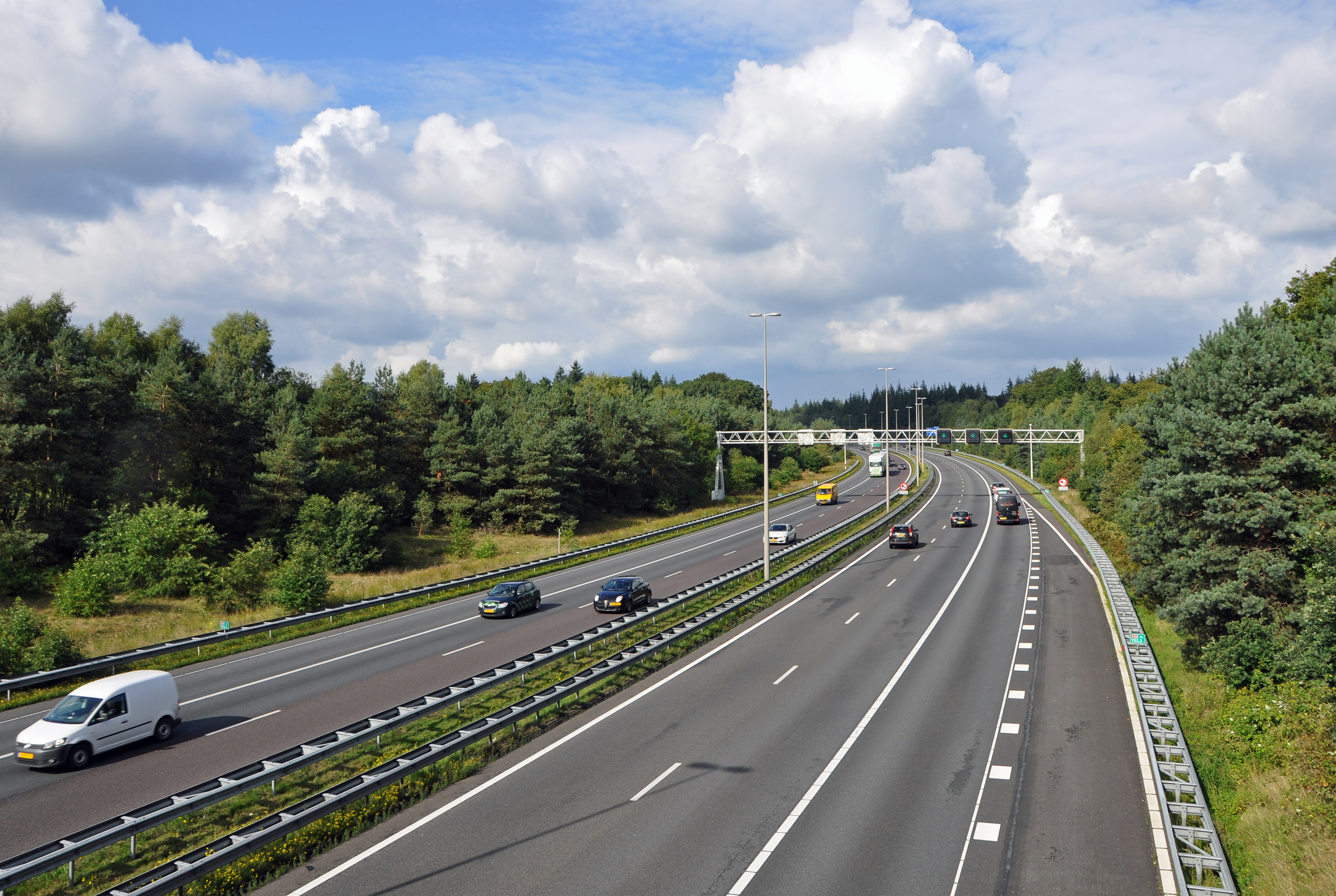
Ter hoogte van Woeste Hoeve anno 2013.
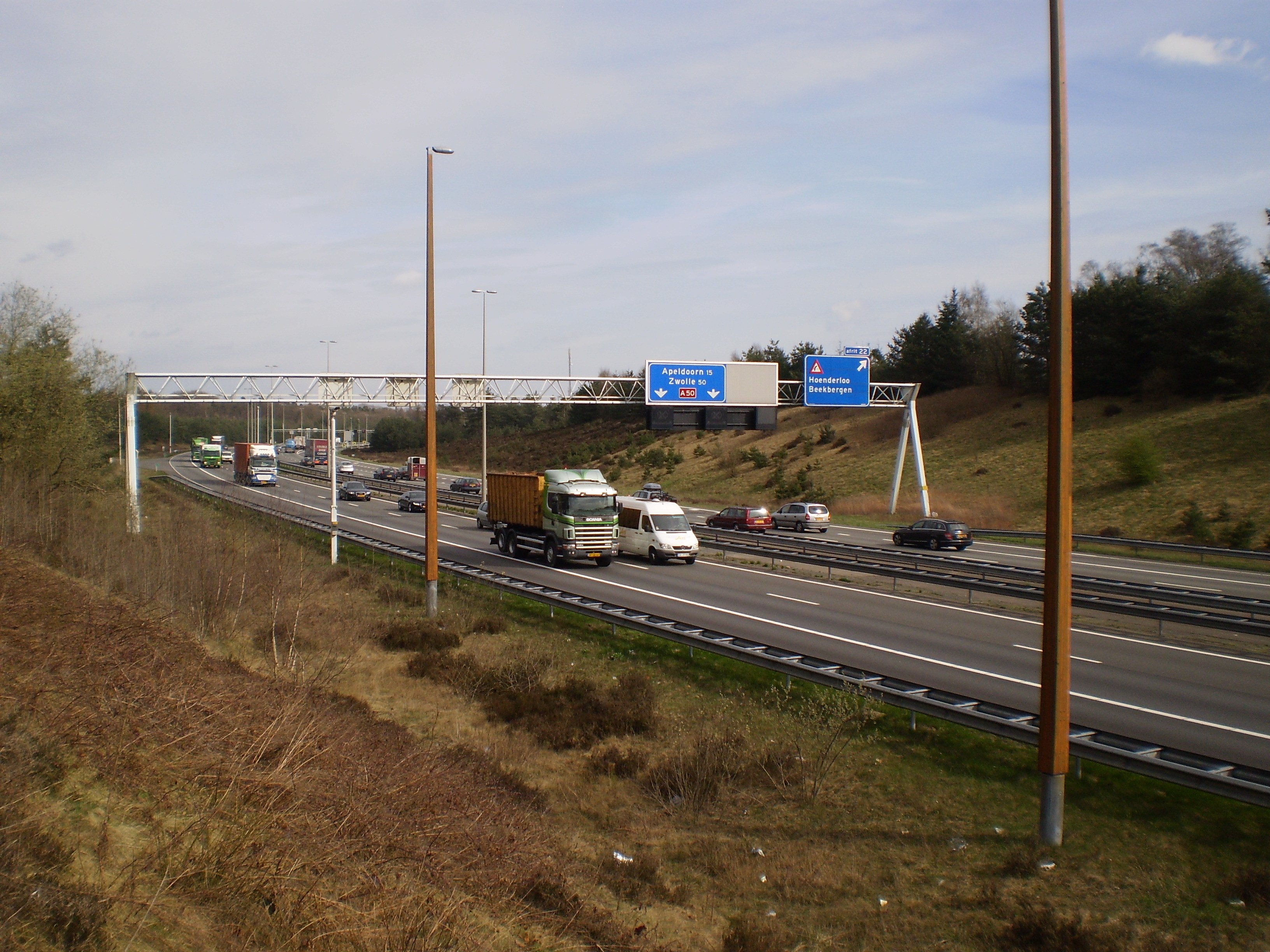
Nogmaals ter hoogte van Woeste Hoeve anno 2009.
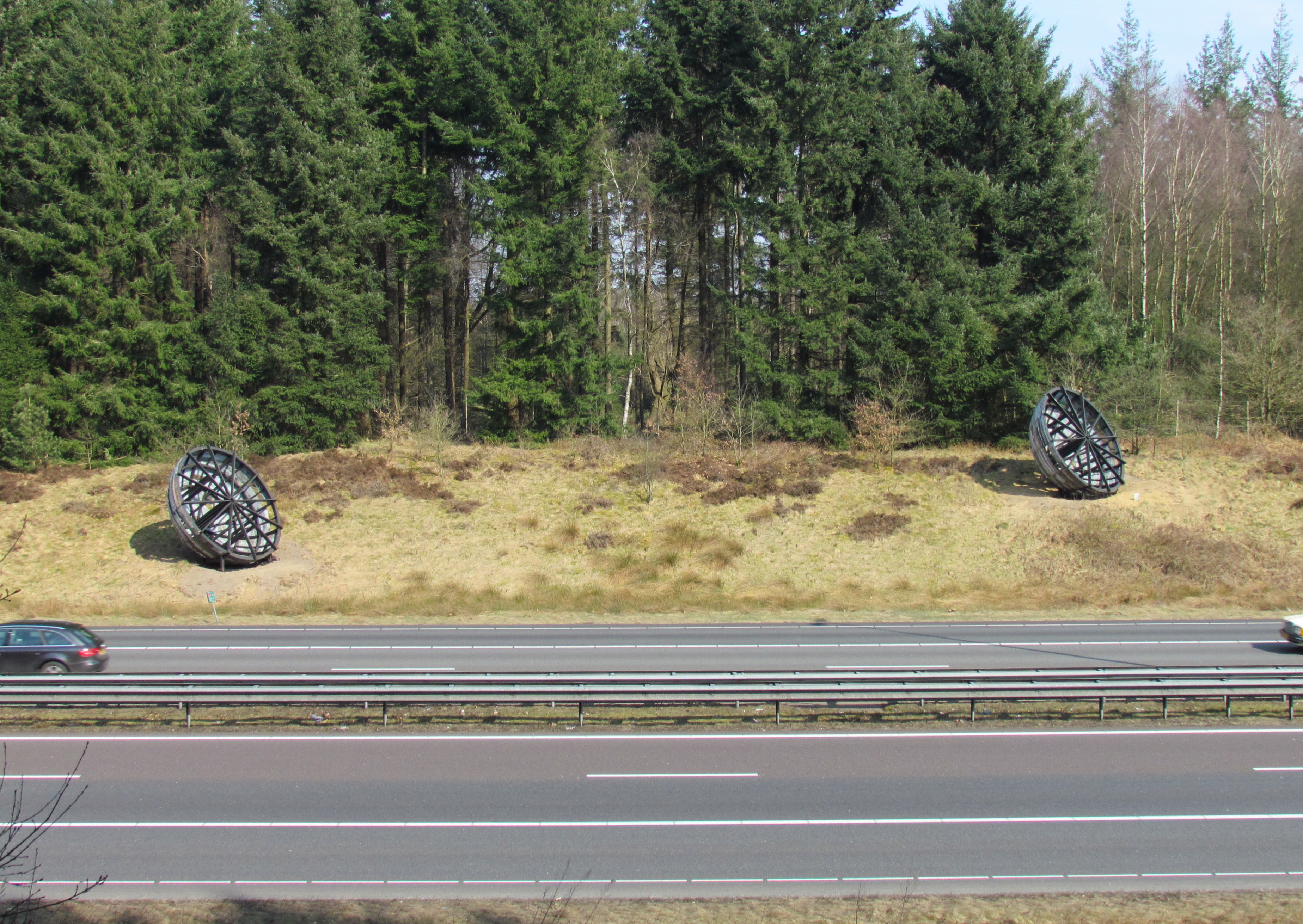
Kunst langs de snelweg anno 2013.
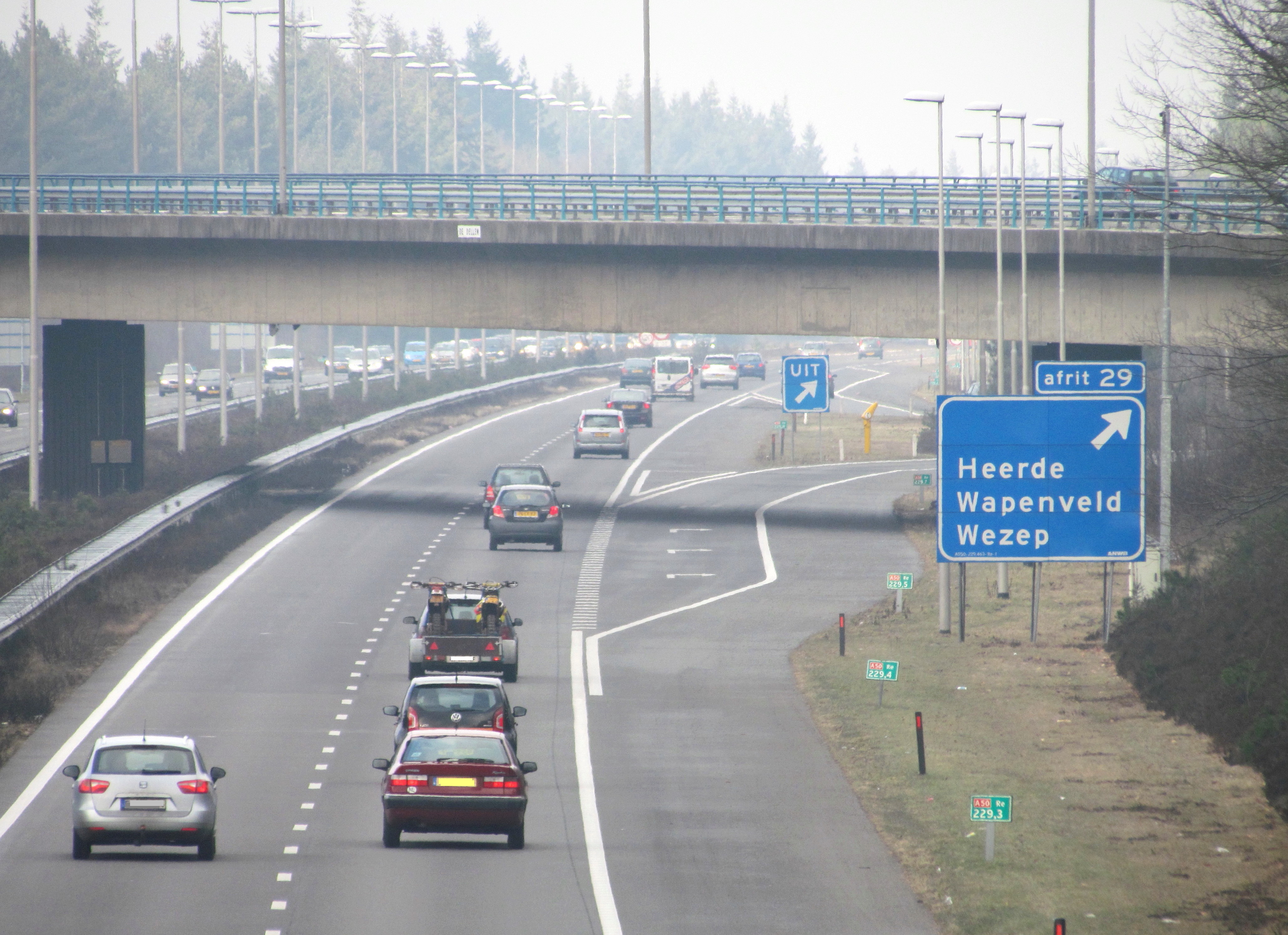
De A50 nabij Heerde anno 2015.
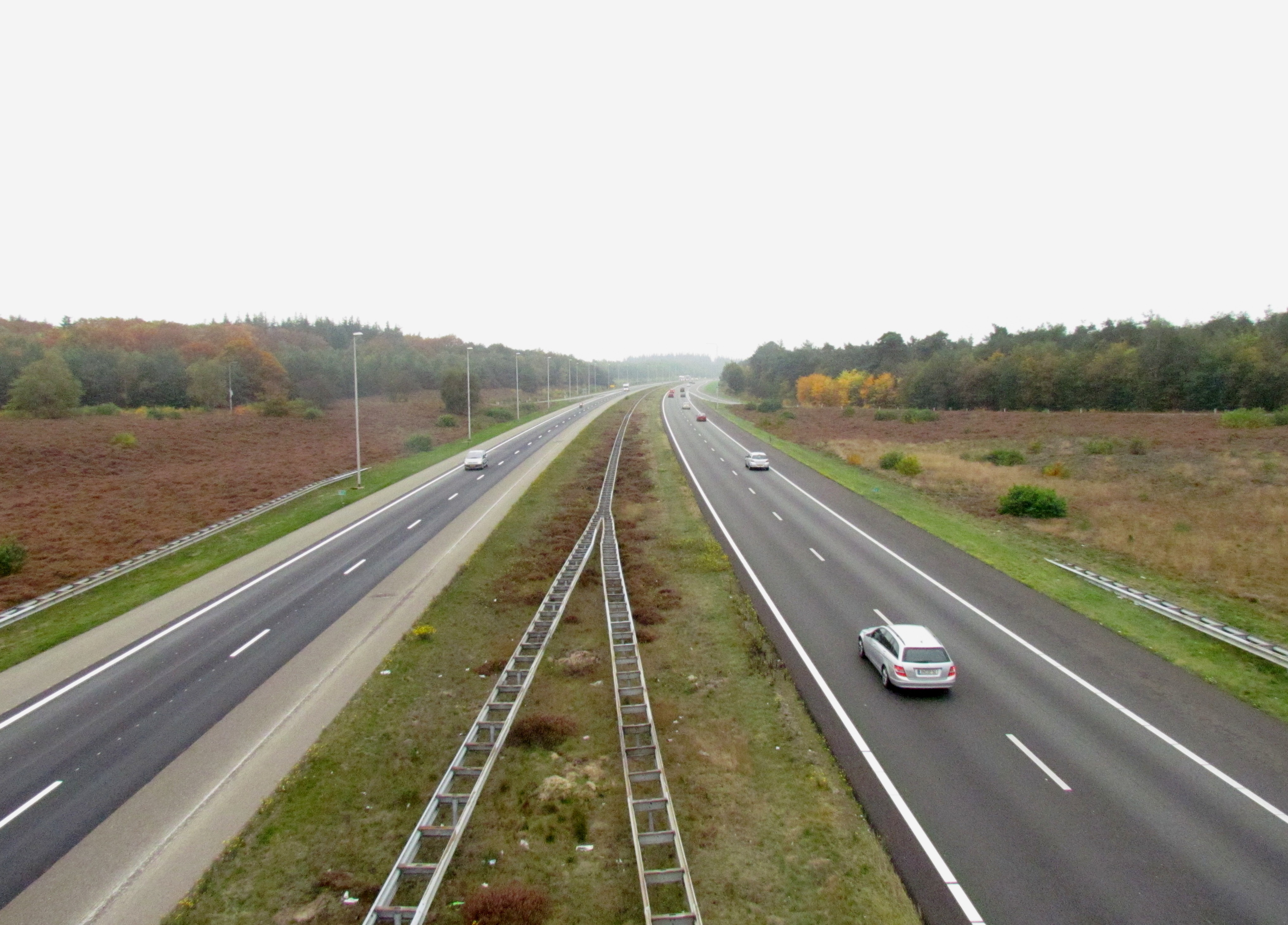
De snelweg anno 2012 nabij Wezep.
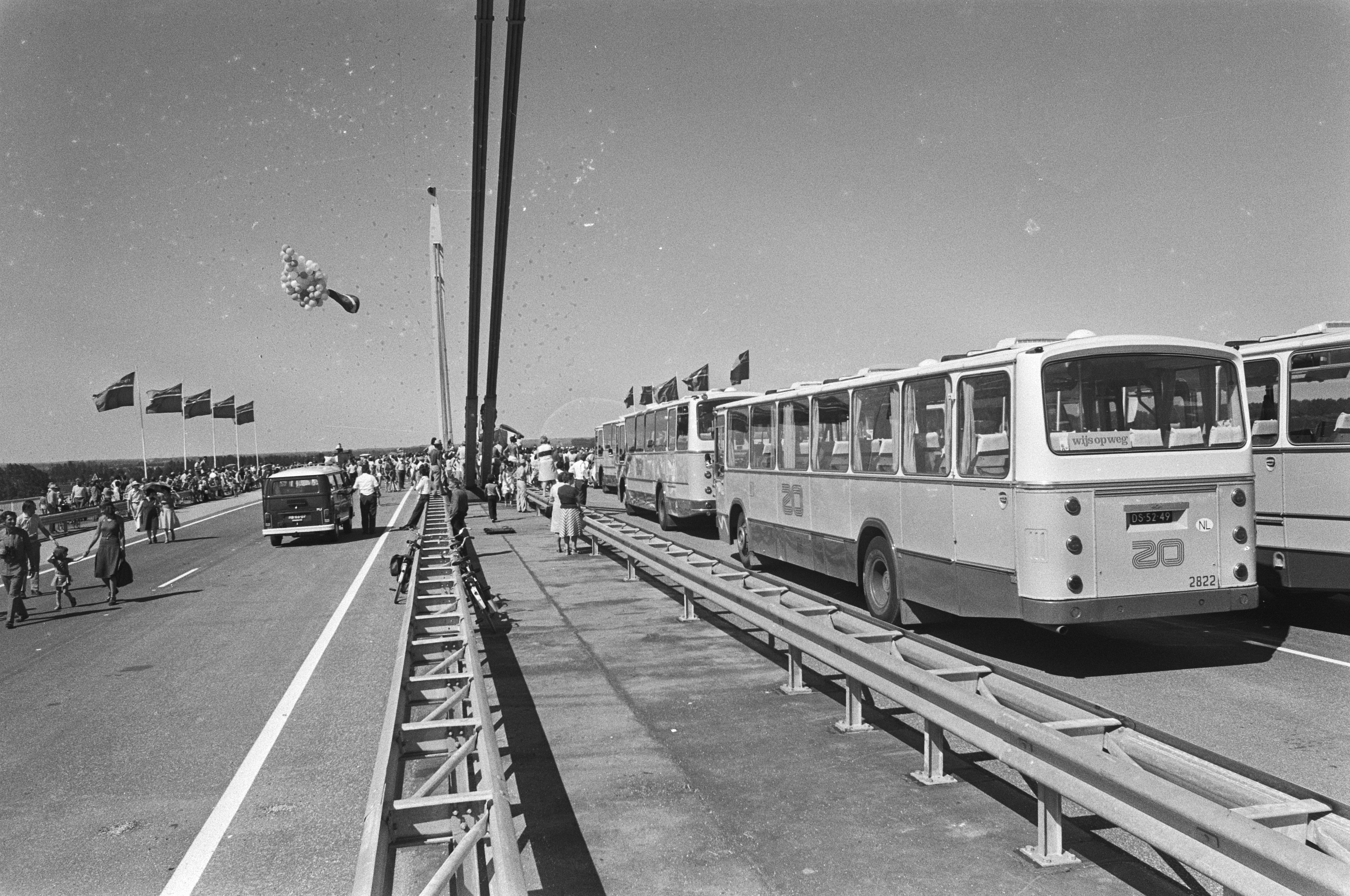
Opening van de brug bij Ewijk anno 1976
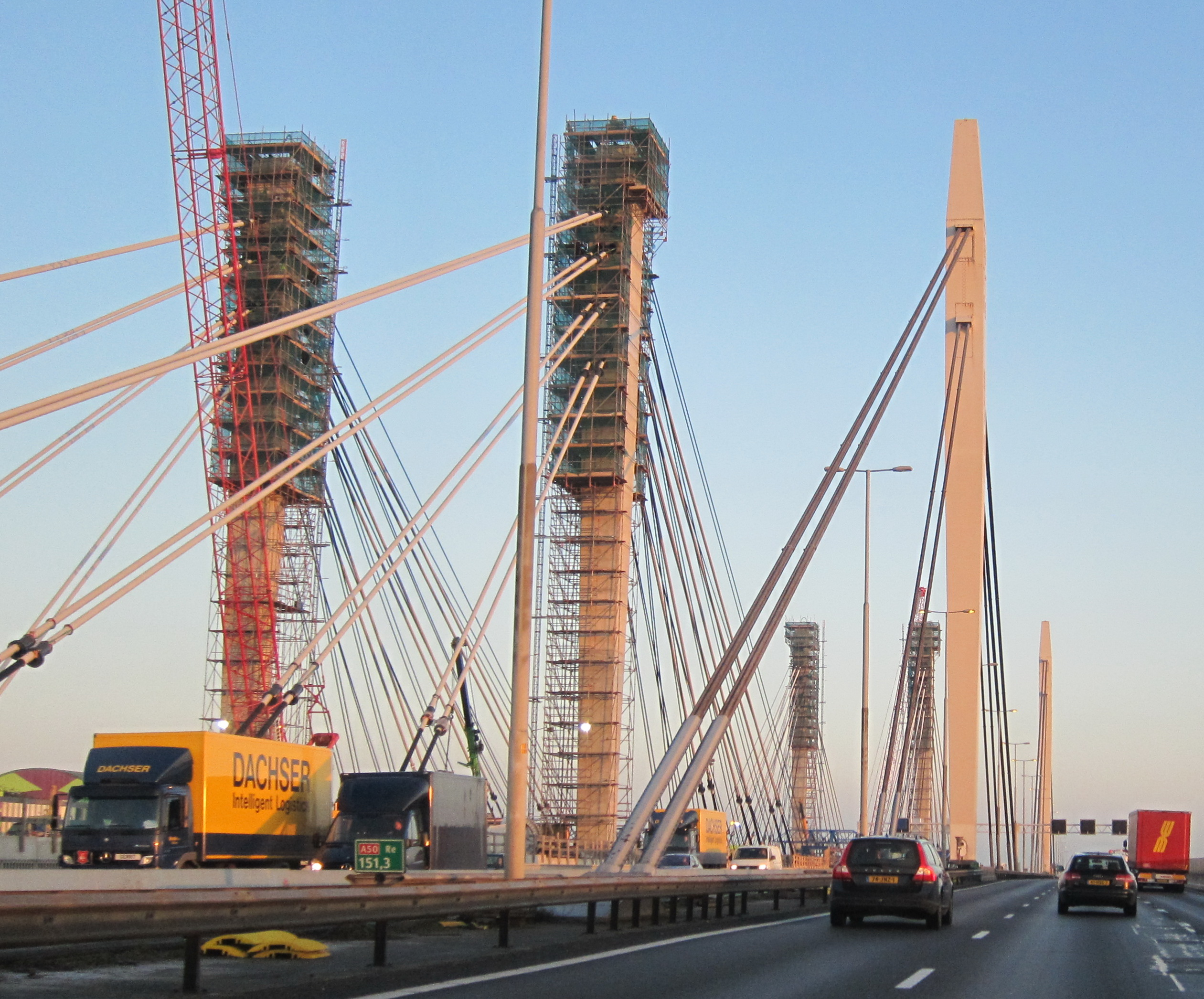
Verbreding van de Tacitusbrug anno 2012.

### Hattemerbroek - Emmeloord
Vanaf knooppunt Hattemerbroek tot aan knooppunt Emmeloord is de rijksweg 50 niet uitgevoerd als autosnelweg maar als autoweg met een maximale snelheid van 100 km/h. Op 21 januari 2003 is er voor het gedeelte Kampen - Ens een nieuw tracé geopend dat gebruikmaakt van de Eilandbrug ten westen van Kampen. Het traject Hattemerbroek - Kampen Zuid werd in het najaar van 2006 uitgevoerd als driestrooksweg.
Het tracé van de Hanzelijn (spoorlijn Lelystad - Zwolle) kruist de N50 even ten noorden van de afrit Kampen Zuid. De weg werd hiervoor ongeveer 100 meter naar het westen verplaatst en er werd een nieuwe afrit met dezelfde naam geconstrueerd, zo'n 600 meter zuidoostelijker.
Ten noorden van Kampen is ter ontlasting van de huidige afrit Kampen een nieuwe halve aansluiting gemaakt, waardoor het verkeer uit het zuiden via deze afrit de N50 op en af kan. Deze afrit, die afritnummer 32a heeft gekregen, is op 21 december 2012 in gebruik genomen.
Het wegdeel van Ramspol tot Ens is tussen 2010 en 2013 verbreed van 1×2 naar 2×2 rijstroken; deze weg is circa 250 meter westelijker komen te liggen dan zijn voorganger. Hiervoor is een nieuwe Ramspolbrug gebouwd. Ter hoogte van de Schokkerringweg is een halfklaverbladaansluiting aangelegd, die de kruising met lokaal verkeer ongelijkvloers heeft gemaakt. Het gedeelte Ramspolbrug - Ens is op 26 september 2011 geopend. De nieuwe Ramspolbrug is op 18 november 2012 in gebruik genomen.

Het gedeelte Ens - Emmeloord heeft gescheiden rijbanen met vluchtstroken. Naar een in 2011 uitgevoerde voorstudie door de provincie Flevoland, is in 2015 de N50 tussen Ens en Emmeloord verbreed van 1 naar 2 rijstroken in beide richtingen. Ook is de gelijkvloerse buskruising vlak bij het knooppunt Emmeloord door een viaduct vervangen, waardoor ook het verkeer van Emmeloord naar Kampen gebruik kan maken van de nieuwe op- en afrit 'Emmeloord-Zuid'. De nieuwe weg werd in september 2016 geopend.

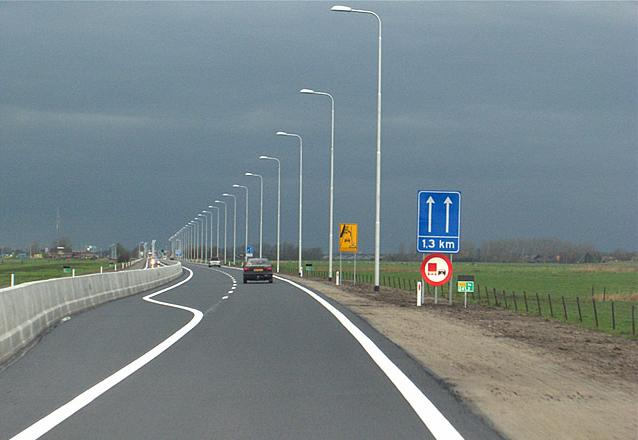
N50 anno 2006.
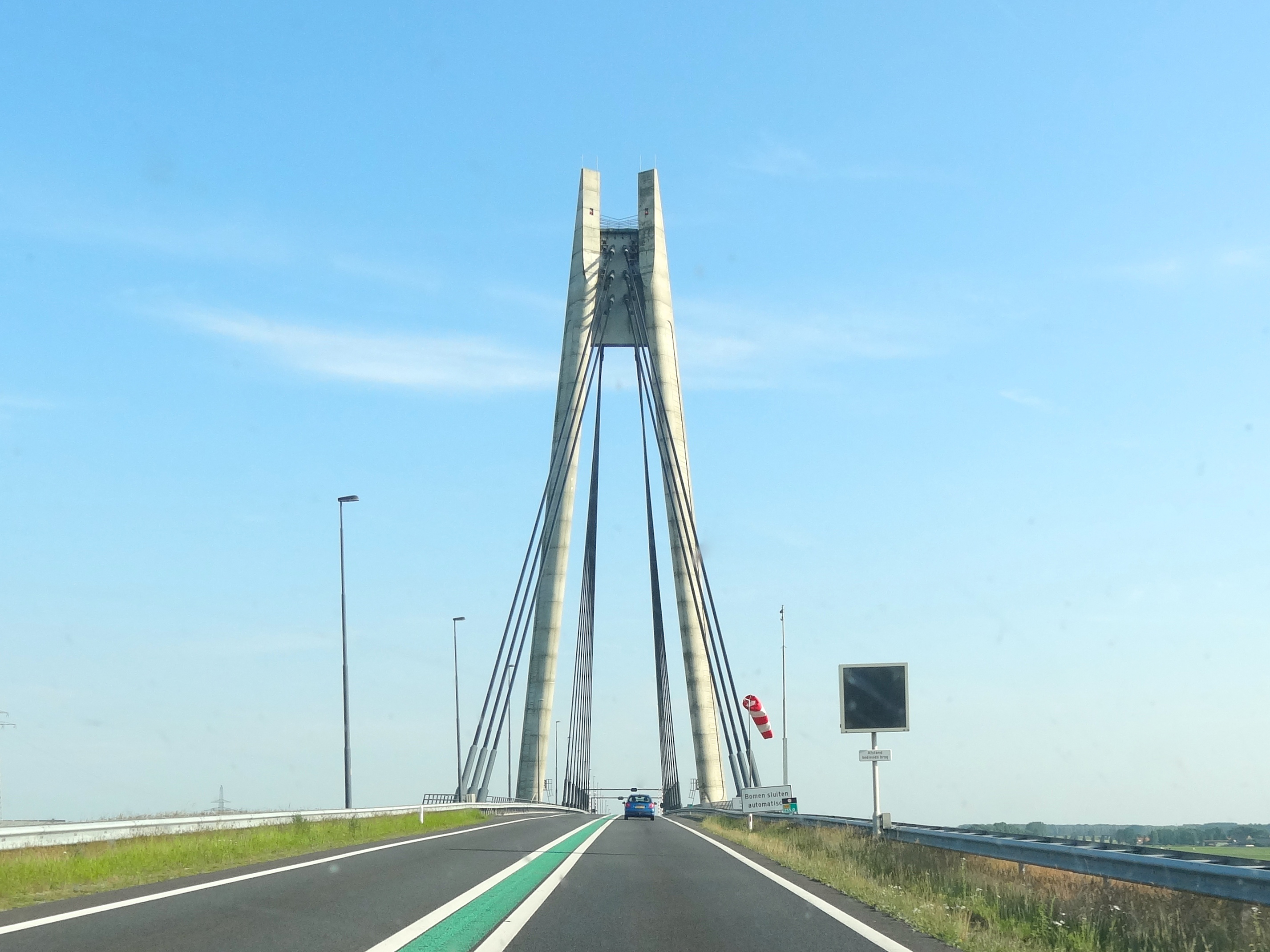
Eilandbrug nabij Kampen anno 2014.
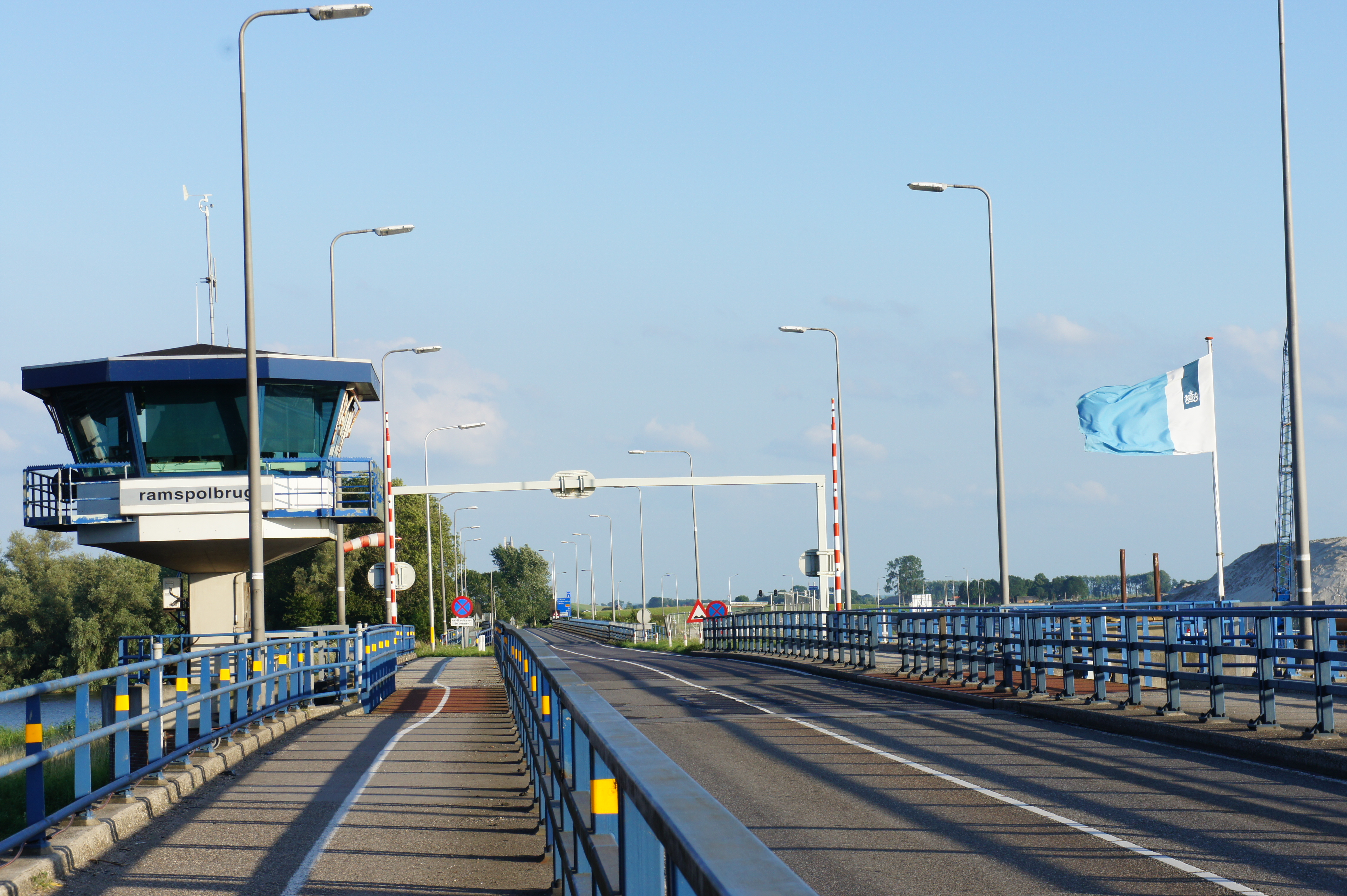
Voormalige Ramspolbrug anno 2011.
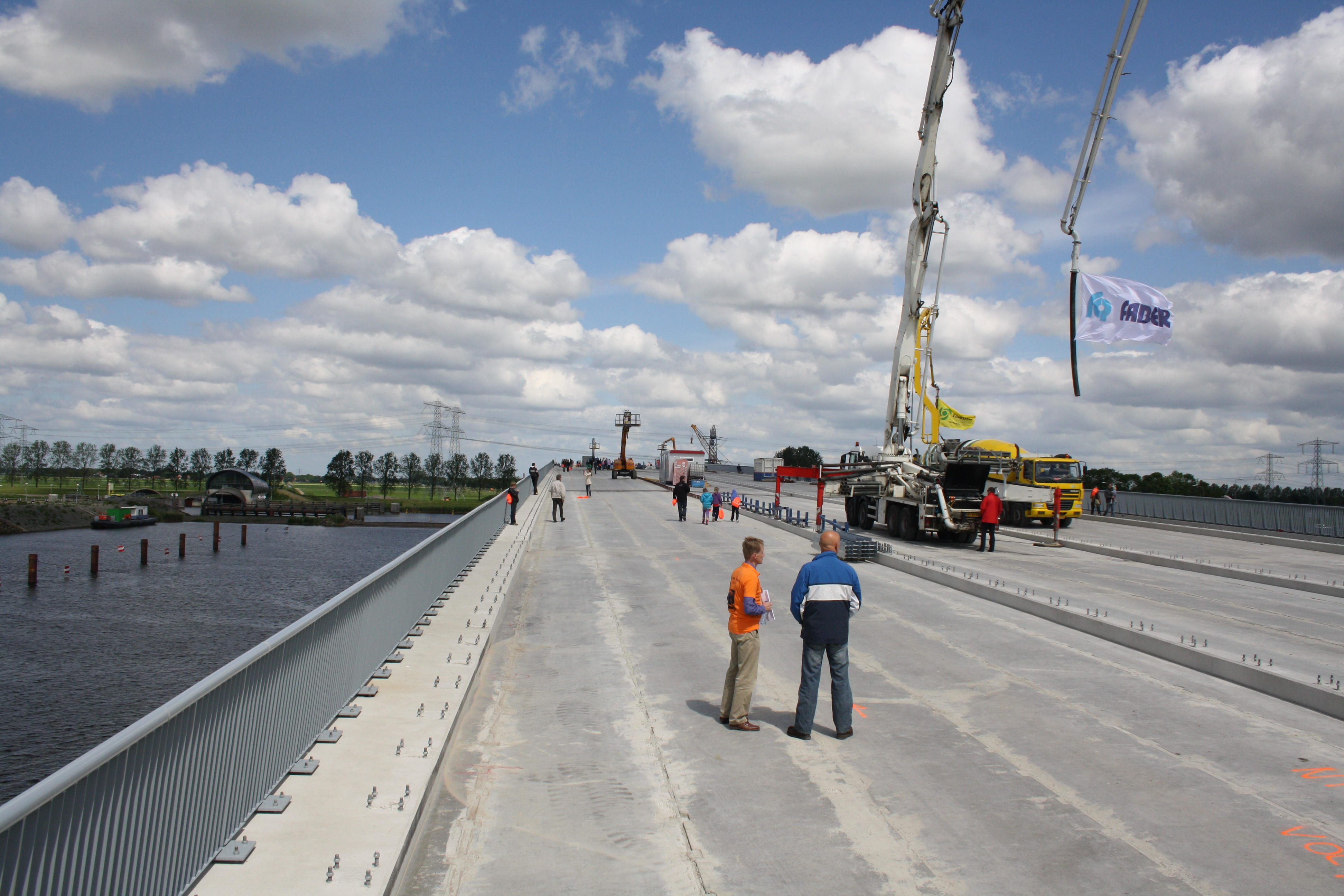
Bouw Ramspolbrug anno 2012.
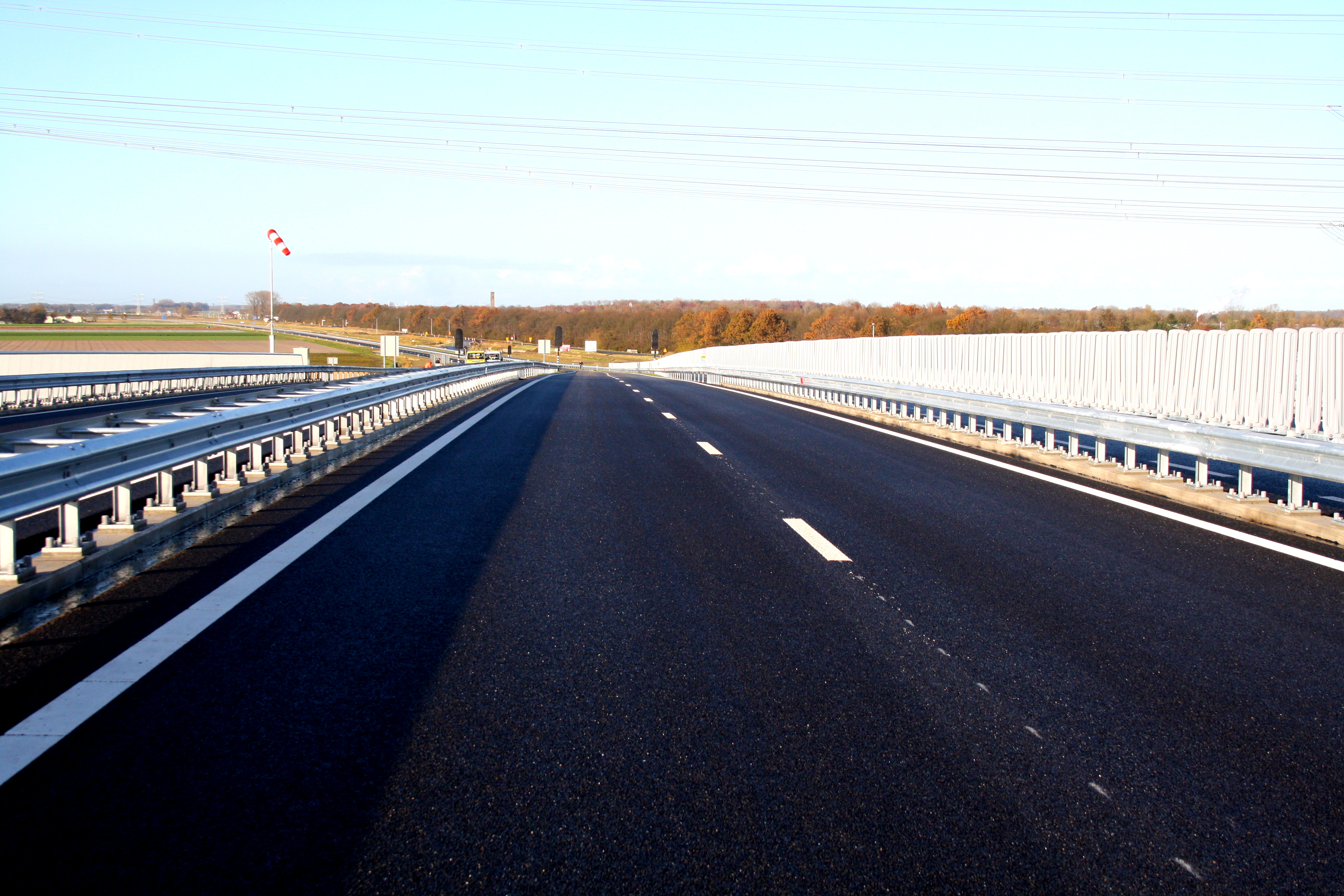
Ramspolbrug anno 2018.

## Weginrichting
De weginrichting zoals rijstrookconfiguratie en maximumsnelheden anno 2020.
| Plaats                                   | Maximumsnelheid | Aantal rijstroken                   | Opmerkingen          |
| ---------------------------------------- | --------------- | ----------------------------------- | -------------------- |
| Knooppunt Ekkersweijer (↓A50)            |                 |                                     |                      |
| 120*                                     | ↓2 ↑2           |                                     |                      |
| 120*                                     | ↓2 ↑2           | Knooppunt Paalgraven                |                      |
| 130*                                     | ↓2 ↑2           |                                     |                      |
| 130*                                     | ↓2 ↑2           | Knooppunt Ewijk                     |                      |
| 130*                                     | ↓4 ↑4           | Tacitusbrug ↓4 ↑2+2                 |                      |
| 130*                                     | ↓4 ↑4           | Tacitusbrug ↓4 ↑2+2                 | Knooppunt Valburg    |
| 120*                                     | ↓3 ↑3           |                                     |                      |
| 120*                                     | ↓3 ↑3           | afrit Heteren                       |                      |
| 100                                      | ↓3 ↑3           |                                     |                      |
| 100                                      | ↓3 ↑3           | afrit Renkum                        |                      |
| 120*                                     | ↓3 ↑3           |                                     |                      |
| 120*                                     | ↓3 ↑3           | Knooppunt Grijsoord                 |                      |
| 120*                                     | ↓3 ↑3           |                                     |                      |
| 120*                                     | ↓3 ↑3           | Knooppunt Waterberg                 |                      |
| 120*                                     | ↓2 ↑2           | Bij drukte ↓3 ↑3, 100 km/h          |                      |
| 120*                                     | ↓2 ↑2           | Bij drukte ↓3 ↑3, 100 km/h          | Knooppunt Beekbergen |
| 120*                                     | ↓2 ↑2           |                                     |                      |
| 120*                                     | ↓2 ↑2           | afrit Epe                           |                      |
| 120*                                     | ↓2 ↑2           |                                     |                      |
| 120*                                     | ↓2 ↑2           | Knooppunt Hattemerbroek (↓N50 ↑A50) |                      |
| 100                                      | ↓2 ↑1 of ↓1 ↑2  |                                     |                      |
| 100                                      | ↓2 ↑1 of ↓1 ↑2  | afrit Kampen-Zuid                   |                      |
| 80                                       | ↓1 ↑1           |                                     |                      |
| 80                                       | ↓1 ↑1           | afrit Kampen                        |                      |
| 100                                      | ↓1 ↑1           |                                     |                      |
| 100                                      | ↓1 ↑1           | Ramspolbrug                         |                      |
| 100                                      | ↓2 ↑2           |                                     |                      |
| 100                                      | ↓2 ↑2           | afrit Ens                           |                      |
| 100                                      | ↓2 ↑2           |                                     |                      |
| 100                                      | ↓2 ↑2           | Knooppunt Emmeloord (↑N50)          |                      |
|                                          |                 |                                     |                      |
| * maximumsnelheid tussen 6-19h: 100 km/h |                 |                                     |                      |

## Restanten
Van rijksweg 50 zijn diverse restanten in het landschap terug te vinden van onder andere voormalige kunstwerken of nooit aangelegde trajecten. Voorbeelden hiervan zijn:
- Ter hoogte van de Woeste Hoeve bevindt zich een voormalig viaduct over de A50. Door gewijzigde plannen raakte het viaduct buiten gebruik.[7]
- Rijksweg 50 eindigde vanuit noordelijke richting tot begin jaren 90 bij afslag Hoenderloo. Nadat de rest van de A50 richting Arnhem geopend werd de aansluiting aangepast. In de bossen rondom de aansluitingen zijn nog taluds en baanlichamen te vinden. Op luchtfoto's zijn de contouren van de voormalige aansluiting te vinden.
- In de jaren 30 waren er al plannen voor de aanleg van Rijksweg 50. De overheid begon met aanleggen van een baanlichaam ten noorden van Apeldoorn. De crisis van de jaren 30 en de Tweede Wereldoorlog hebben ervoor gezorgd dat de plannen voor Rijksweg 50 in de koelkast kwamen te staan. Nadat de plannen voor de aanleg van de snelweg weer actueel waren, stuitte dat op veel verzet in de Veluwe. Dit heeft ervoor gezorgd dat er uiteindelijk voor een andere route gekozen is. Het aangelegde baanlichaam is anno 2020 nog deels terug te vinden in het landschap. Het bevindt zich ten oosten van het dorp Wenum-Wiesel tussen de Wieselsedwarsweg en Windhoek. Het fungeert heden als wandelpad en weiland.[8] Aan de Wieselse Kampweg bevinden zich twee baanlichamen voor een nooit gerealiseerde brug.
- Oorspronkelijk was het de bedoeling Rijksweg 50 door te trekken naar Akkrum om daar aan te sluiten bij de A32. Ten Noorden van Joure tussen Koarte Ekers en kanaal It Deel is een groot gedeelte van een zandlichaam te zien in het landschap.

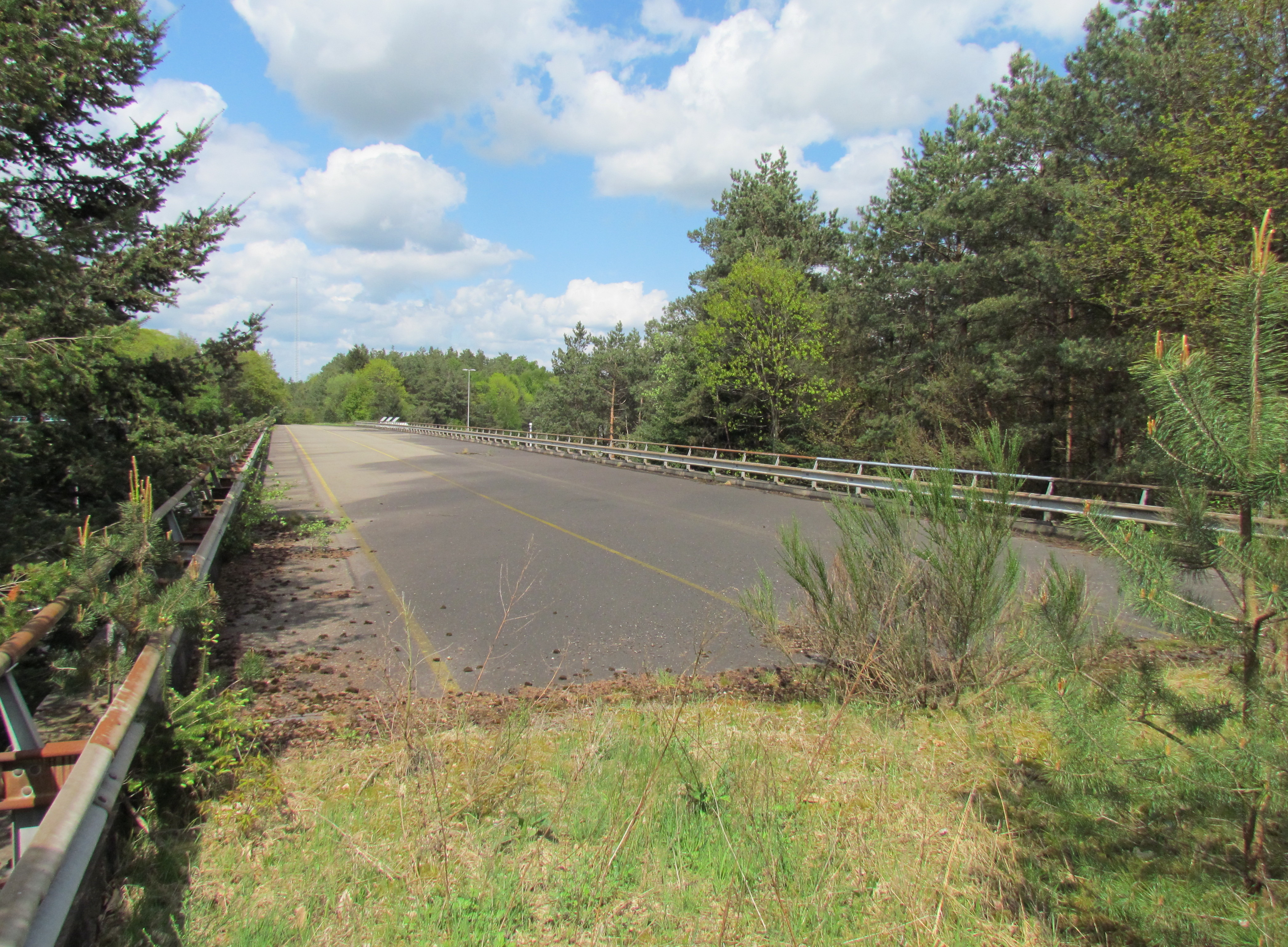
Het voormalige viaduct over de A50 nabij Woeste Hoeve (2013)
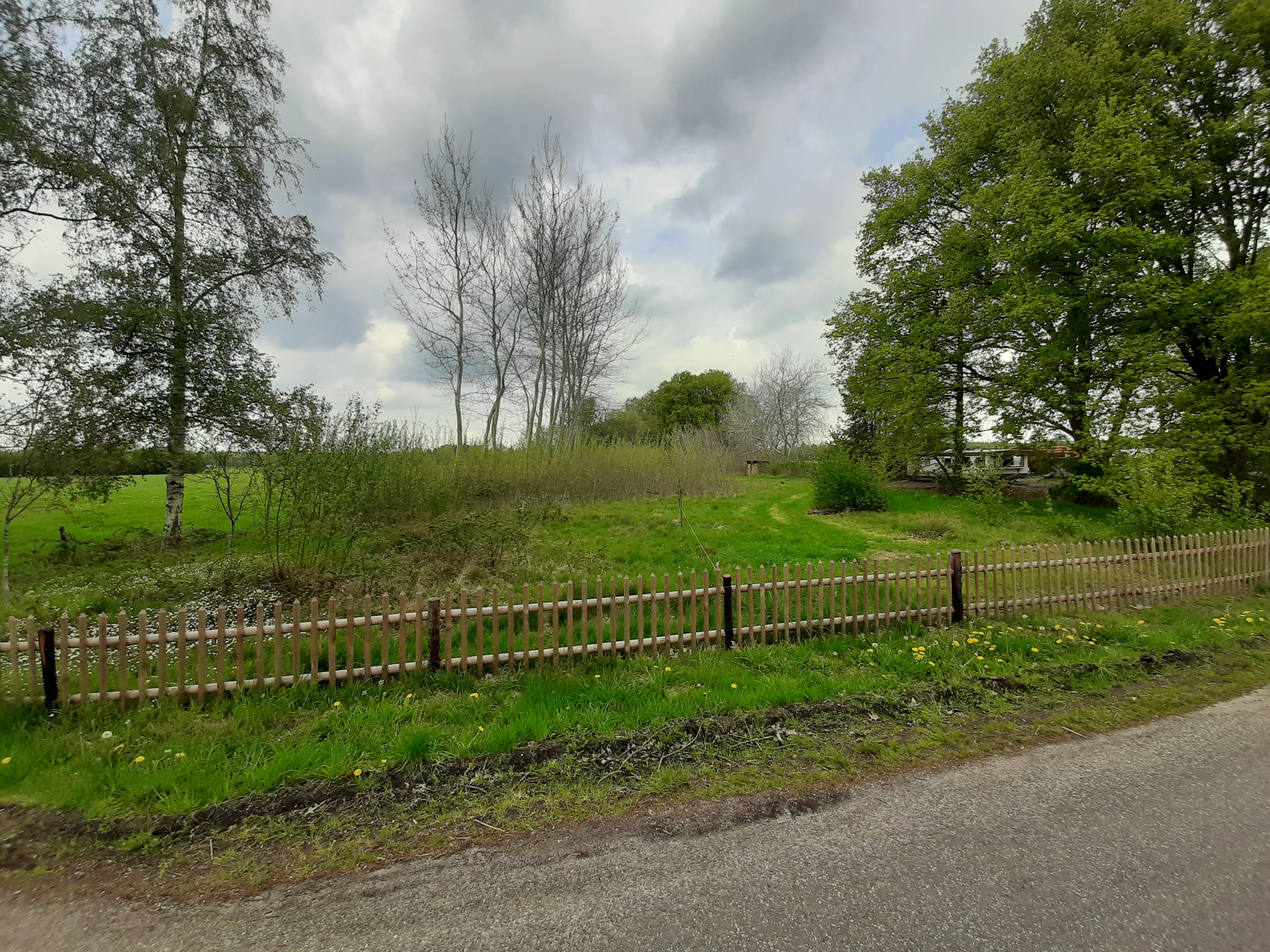
Gepland tracé gezien vanaf de Windhoek in Wiesel, kijkend in noordelijke richting (2020)
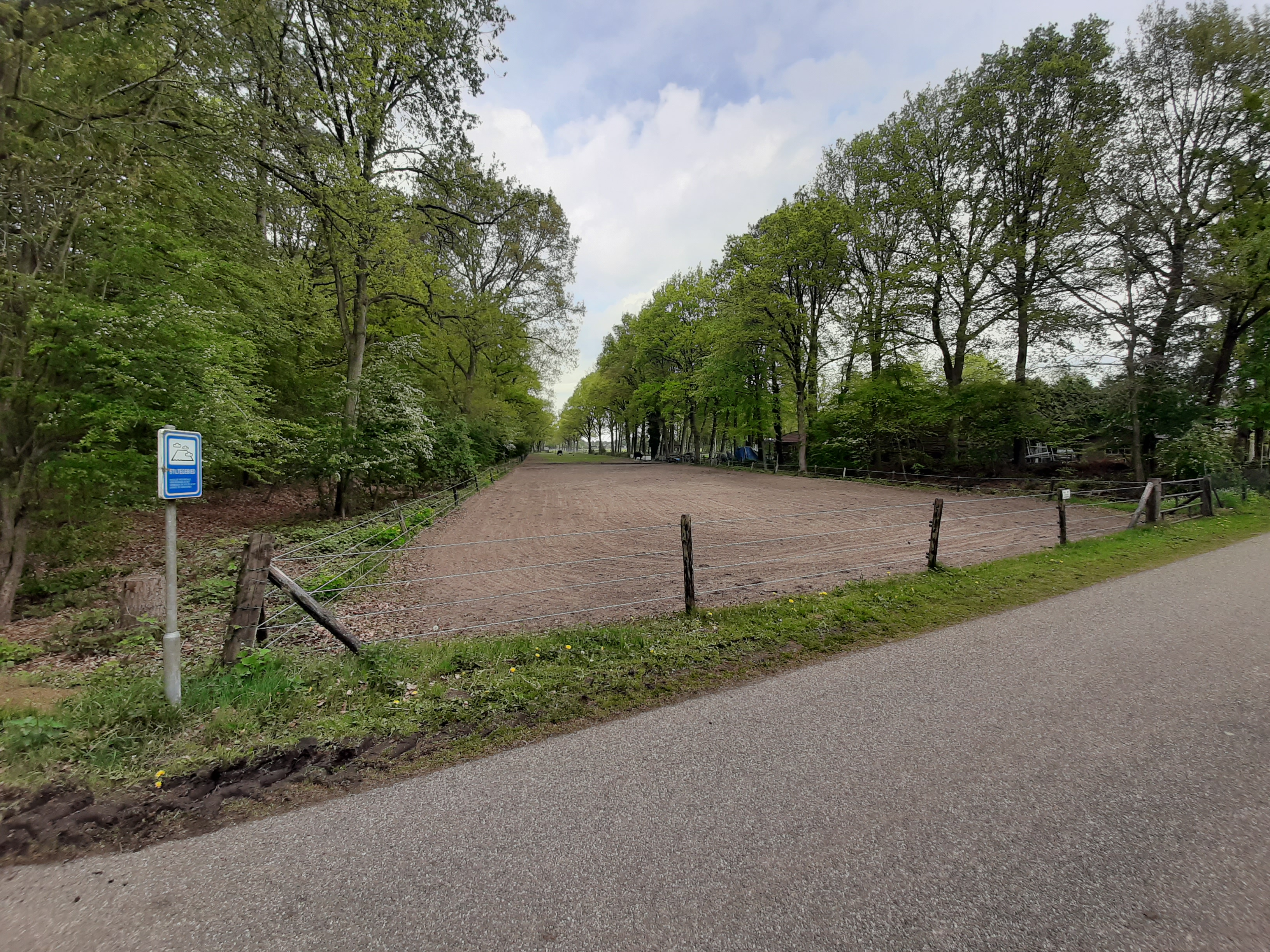
Nooit aangelegd tracé nabij Wiesel (2020)
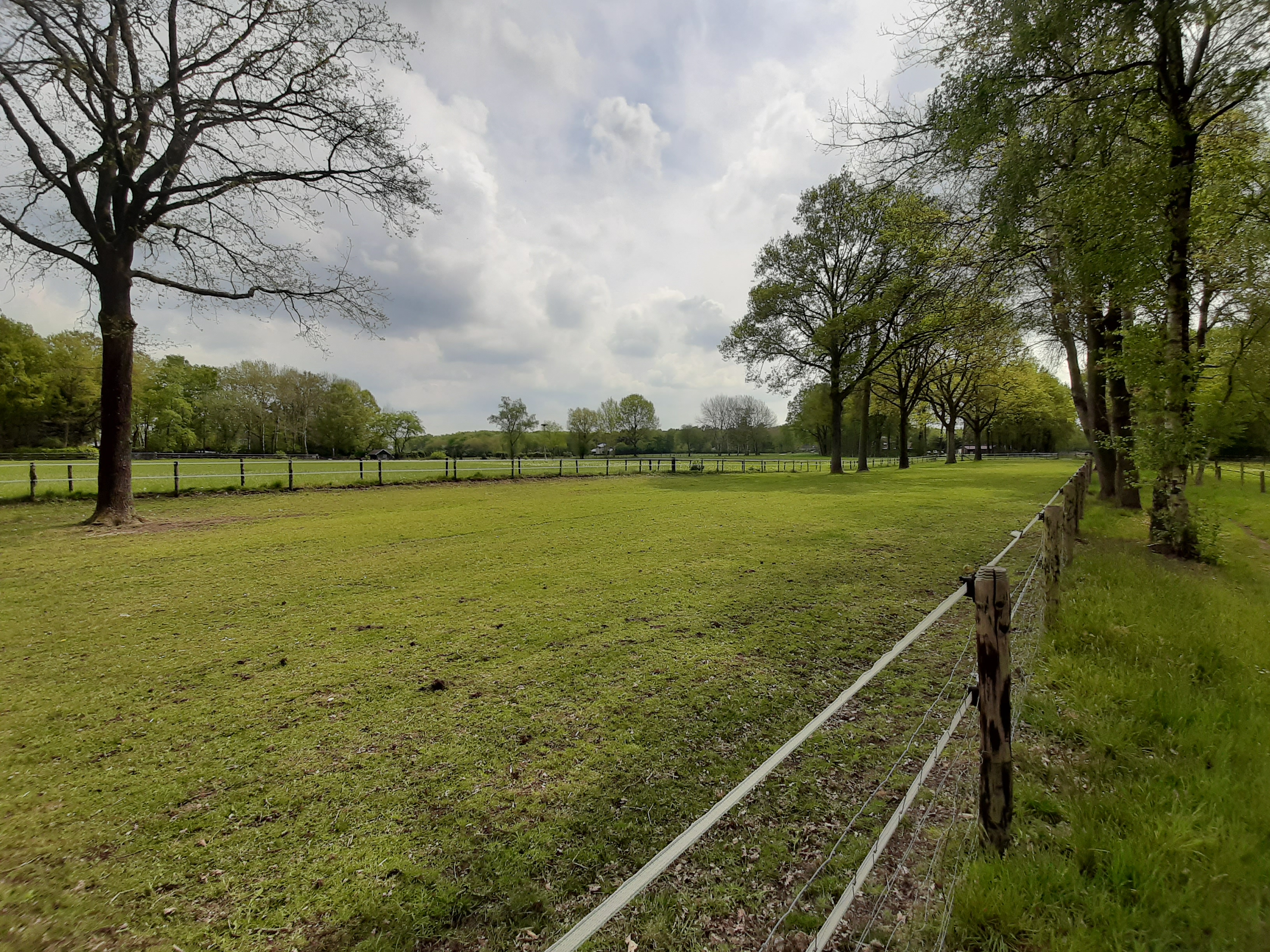
Nooit aangelegd tracé nabij Wiesel (2020)

Richting Emmeloord: De Gagel · De Slenk · De Somp · Kolthoorn · Zalkerbroek
Richting Eindhoven: Zalkerbroek · Het Veen · De Brink · De Schaars · Weerbroek · Ganzenven · Sonse Heide